# Las Estrellas, Chihuahua
Las Estrellas är en ort i Mexiko.   Den ligger i kommunen Ocampo och delstaten Chihuahua, i den nordvästra delen av landet, 1 300 km nordväst om huvudstaden Mexico City. Las Estrellas ligger 2 014 meter över havet och antalet invånare är 183.
Terrängen runt Las Estrellas är huvudsakligen kuperad. Las Estrellas ligger nere i en dal. Runt Las Estrellas är det mycket glesbefolkat, med 4 invånare per kvadratkilometer. Närmaste större samhälle är Ocampo, 19,4 km väster om Las Estrellas. I omgivningarna runt Las Estrellas växer huvudsakligen savannskog.